# Vạn Giang
Vạn Giang (chữ Hán giản thể: 万江区, âm Hán Việt: Vạn Giang khu) là một nhai đạo thuộc địa cấp thị Đông Hoản, tỉnh Quảng Đông, Cộng hòa Nhân dân Trung Hoa. Vạn Giang có diện tích 107 km², dân số năm 2003 là 150.000 người. Vạn Giang cách Quảng Châu 50 km về phía bắc, Thâm Quyến 80 km về phía nam. Các tuyến đường chạy qua quận này có quốc lộ 107, tuyến đường cao tốc Đông Hoản-Thâm Quyến. Tại nhai đạo này có 15.000 Hoa kiều sinh sống. Các ngành công nghiệp chính của nhai đạo này gồm: điện tử, đồ chơi, vật liệu xây dựng, giấy, đồ nhựa. Năm 2002, quận này có GDP 1,803 tỷ nhân dân tệ.